# П'єр Брассер
П'є́р Брассе́р (фр. Pierre Brasseur, справжні ім'я та прізвище П'єр-Альбе́р Еспіна́с (фр. Pierre-Albert Espinasse); нар. 22 грудня 1905, Париж, Франція — пом. 6 серпня 1972, Бруніко, Больцано, Італія) — французький театральний та кіноактор.

## Біографія та кар'єра
П'єр Брассер народився 22 грудня 1905 року в Парижі, в акторській сім'ї. Закінчив драматичне відділення Паризькій консерваторії. Дебютував на театральній сцені в 15 років, працював в театрах бульварів, Театрі Єлисейських полів та ін. У 1929-му з великим успіхом зіграв у комедії Е. Бурде «Слабка стать» (фр. Le Sexe Faible), яка згодом, у 1933 році, була екранізована Робертом Сьодмаком. У 1960-х роках працював у трупі театру «Атеней».
У кіно П'єр Брассер дебютував у 1925 році у фільмі Жана Ренуара «Донька вод» (фр. La Fille De L'eau). Потім багато знімався в епізодичних ролях. Своєрідність таланту Брассера розкрилася у фільмах режисера Марселя Карне: у стрічці «Набережна туманів» (1938) актор зіграв роль бандита Люсьєна — злісної, мстивої і боягузливої людини, а сцена його сутички з Жаном (Жан Габен) увійшла до антології французького кіно; у фільмі «Діти райка» (1945) Брассер зіграв роль актора Фредеріка Леметра.
П'єр Брассер знімався і під час окупації Парижа в роки Другої світової війни.
Після війни Брассер зіграв Барраса в «Наполеоні» Саші Гітрі (1955). Одна з найкращих ролей Брассера в 1950-і роки — роль бродяги Жужу у фільмі режисера Рене Клера «Порт-де-Ліля» (1957, в радянському прокаті демонструвався під назвою «На околиці Парижу»). У 1972 знявся в останньому фільмі — в Італії у фільмі Етторе Сколи «Найкращий вечір у моєму житті».
П'єр Брассер був також поетом, написав декілька п'єс та автобіографію «Ma Vie envrac».

## Особисте життя
У 1935 П'єр Брассер одружився з акторкою Одет Жуає. Їх син Клод Брассер (нар. 1936) став відомим французьким актором.

## Фільмографія
| Рік       |    | Українська назва                           | Оригінальна назва                    | Роль                                                |
| --------- | -- | ------------------------------------------ | ------------------------------------ | --------------------------------------------------- |
| 1924      | ф  | Катерина                                   | Une vie sans joie                    |                                                     |
| 1925      | ф  | Мадам Сен-Жен                              | Madame Sans-Gêne                     |                                                     |
| 1926      | ф  | Вогонь!                                    | Feu!                                 | ординарець Фрем'є                                   |
| 1930      | ф  | Мій друг Віктор                            | Mon ami Victor                       | Едгар Флашон                                        |
| 1931      | ф  | Переможець                                 | Le vainqueur                         | Гюнтер                                              |
| 1932      | ф  | Неочікуване знайомство                     | Papa sans le savoir                  | Жан                                                 |
| 1932      | ф  | Квік                                       | Quick                                | Максим                                              |
| 1932      | ф  | Щаслива мрія                               | Un rêve blond                        | Моріс II                                            |
| 1932      | ф  | Весільна подорож                           | Voyage de noces                      | Руді                                                |
| 1933      | ф  | Після ночі                                 | La chanson d'une nuit                | Корецький                                           |
| 1933      | ф  | И.Ф.1 більше не відповідає                 | I.F.1 ne répond plus                 | Жорж                                                |
| 1933      | ф  | Я і імператриця                            | Moi et l'impératrice                 | Дідьє                                               |
| 1933      | ф  | Слабка стать                               | Le sexe faible                       | Джиммі                                              |
| 1933      | ф  | Гарнізон любові                            | La garnison amoureuse                | П'єр                                                |
| 1934      | ф  | Інкогніто                                  | Incognito                            | Марсель                                             |
| 1934      | ф  | Караван                                    | Caravane                             | лейтенант Де Токе                                   |
| 1935      | ф  | Любовна кадриль                            | Quadrille d'amour                    | Роберт Ланкло                                       |
| 1935      | ф  | Сильце для жайворонків                     | Le miroir aux alouettes              | Жан Форестьє                                        |
| 1935      | ф  | Дитина ескадрону                           | Le bébé de l'escadron                | Макс                                                |
| 1935      | ф  | Джонні-модник                              | Jonny, haute-couture                 | Джонні                                              |
| 1936      | ф  | Мушачі лапки                               | Les pattes de mouche                 | Мішель                                              |
| 1936      | ф  | Вічний вальс                               | Valse éternelle                      | принц Георг                                         |
| 1936      | ф  | Позичте мені свою дружину                  | Prête-moi ta femme                   | Гонтра                                              |
| 1936      | ф  | Чоловік мрії                               | Le mari rêvé                         | Рене Даруа / Ахілл Даруа                            |
| 1937      | ф  | Вам нічого сказати?                        | Vous n'avez rien à déclarer?         | Едмон Тревілен                                      |
| 1937      | ф  | Королева зайчих                            | La reine des resquilleuses           | Фред Вулсон                                         |
| 1937      | ф  | Мадемуазель, моя мати                      | Mademoiselle ma mère                 | Жорж Летурнель                                      |
| 1937      | ф  | Клодіна в школі                            | Claudine à l'école                   | доктор Дюбуа                                        |
| 1938      | ф  | Геркулес                                   | Hercule                              | Бастьєн                                             |
| 1938      | ф  | Метан                                      | Grisou                               | Аньюер                                              |
| 1938      | ф  | Набережна туманів                          | Le quai des brumes                   | Люсьєн                                              |
| 1938      | ф  | Хлопчик на побігеньках                     | Gosse de riche                       | П'єр Мужа                                           |
| 1938      | ф  | Паризьке кафе                              | Café de Paris                        | Ле Рек                                              |
| 1938      | ф  | Історія одного життя                       | Giuseppe Verdi                       | Александр Дюма (син)                                |
| 1939      | ф  | Жіночі обличчя                             | Visages de femmes                    | Жорж Легран                                         |
| 1939      | ф  | Татко Лебоннар                             | Le père Lebonnard                    | Альфредо Лебоннар                                   |
| 1939      | ф  | Остання молодість                          | Dernière jeunesse                    | Фроссар                                             |
| 1939      | ф  | Шлях честі                                 | Le chemin de l'honneur               | Філіпп                                              |
| 1940      | ф  | Шостий поверх                              | Sixième étage                        | Жонваль                                             |
| 1940      | ф  | Тобіас ангел                               | Tobie est un ange                    |                                                     |
| 1941      | ф  | Три аргентинці з Монмартра                 | Trois Argentins à Montmartre         | Тонінетт                                            |
| 1942      | ф  | Обіцянка невідомому                        | Promesse à l'inconnue                | Люссак                                              |
| 1942      | ф  | Перехрестя                                 | La croisée des chemins               | Юбер Еперво                                         |
| 1943      | ф  | Сонце завжди праве                         | Le soleil a toujours raison          | Габрієль                                            |
| 1943      | ф  | Двоє боязких                               | Les deux timides                     | Ванкувер                                            |
| 1943      | ф  | Літнє світло                               | Lumière d'été                        | Ролан                                               |
| 1943      | ф  | Прощавай, Леонарде                         | Adieu Léonard                        | Проспер Боненфа, аферист                            |
| 1945      | ф  | Діти райка                                 | Les enfants du paradis               | Фредерік Леметр                                     |
| 1946      | ф  | Єрихон                                     | Jericho                              | Жан-Сезар Морен                                     |
| 1946      | ф  | Країна без зірок                           | Le pays sans étoiles                 | Франсуа-Шарль Талакаюд                              |
| 1946      | ф  | Рокова жінка                               | La femme fatale                      | Жан Плейяр                                          |
| 1946      | ф  | Петрюс                                     | Pétrus                               | Родріге                                             |
| 1946      | ф  | Ворота ночі                                | Les portes de la nuit                | Жорж                                                |
| 1947      | ф  | Ноїв ковчег                                | L'arche de Noé                       | Бітру                                               |
| 1947      | ф  | Любов навколо будинку                      | L'amour autour de la maison          | Douze Apôtres                                       |
| 1948      | ф  | Рокамболь                                  | Rocambole                            | Жозеф Фліппар, відомий як «Рокамболь»               |
| 1948      | ф  | Реванш Баккари                             | La revanche de Baccarat              | Жозеф Фліппар, відомий як «Рокамболь»               |
| 1948      | ф  | Круїз для невідомого                       | Croisière pour l'inconnu             | Еміль Фреші                                         |
| 1948      | ф  | Біла ніч                                   | La nuit blanche                      | П'єр Таверні                                        |
| 1948      | ф  | Таємниця Монте-Крісто                      | Le secret de Monte-Cristo            | Франсуа Піку                                        |
| 1948      | ф  | Коханці Верони                             | Les amants de Vérone                 | Рафаель                                             |
| 1949      | ф  | Портрет убивці                             | Portrait d'un assassin               | Фабіус / Жан                                        |
| 1949      | ф  | Мільйонери на один день                    | Millionnaires d'un jour              | Франсіс                                             |
| 1950      | ф  | Жулі де Карнілан                           | Julie de Carneilhan                  | Юбер Еспіва                                         |
| 1950      | ф  | Втрачені спогади                           | Souvenirs perdus                     | Філіпп (епізод «Статуетка Осіріса»)                 |
| 1950      | ф  | Людина з Ямайки                            | L'homme de la Jamaïque               | Жак Мервіль                                         |
| 1950      | ф  | Хазяїн після Бога                          | Maître après Dieu                    | капітан Жоріс Кнайпер                               |
| 1951      | ф  | Синя борода                                | Barbe-Bleue                          | граф Амеді де Сальфе на прізвисько «Синя Борода»    |
| 1951      | ф  | Брудні руки                                | Les mains sales                      | Годерер                                             |
| 1952      | ф  | Насолода                                   | Le plaisir                           | Жульєн Ледентю, комівояжер (епізод «Будинок Тельє») |
| 1952      | ф  | Червона завіса                             | Le rideau rouge                      | Макбет                                              |
| 1952      | мф | Забавні пригоди містера Вандерберда        | La bergère et le ramoneur            | Птах, озвучування                                   |
| 1953      | ф  | П'яничка                                   | La pocharde                          | П'єр Ренневіль                                      |
| 1954      | ф  | Голі одягаються                            | Vestire gli ignudi                   | консул Гротта                                       |
| 1954      | ф  | Распутін                                   | Raspoutine                           | Григорій Юхимович Распутін                          |
| 1954      | ф  | Нельська вежа                              | La tour de Nesle                     | Жеан Буридан                                        |
| 1955      | ф  | Наполеон                                   | Napoléon                             | віконт Поль де Баррас                               |
| 1955      | ф  | Оазис                                      | Oasis                                | Антуан Валлен                                       |
| 1957      | ф  | Порт-де-Ліля                               | Porte des Lilas                      | Жужу                                                |
| 1958—1996 | с  | За останні п'ять хвилин                    | Les cinq dernières minutes           | Моріс Тарденуа                                      |
| 1958      | ф  | Без сім'ї                                  | Sans famille                         | Єровоам Дрісколл                                    |
| 1958      | ф  | Життя удвох                                | La vie à deux                        | П'єр Каро                                           |
| 1958      | ф  | Сильні світу цього                         | Les grandes familles                 | Люсьєн Моблан                                       |
| 1958      | ф  | Закон                                      | La legge                             | Дон Сезар                                           |
| 1958      | ф  | Головою об стіну                           | La tête contre les murs              | доктор Вармон                                       |
| 1959      | ф  | Канцелярські щури                          | Messieurs les ronds de cuir          | мосьє Негрі                                         |
| 1959      | ф  | Очі без обличчя                            | Les yeux sans visage                 | доктор Женесьї                                      |
| 1960      | ф  | Карфаген у вогні                           | Cartagine in fiamme                  | Сідуан                                              |
| 1960      | ф  | Красунчик Антоніо                          | Il bell'Antonio                      | Альфіо Маньяно                                      |
| 1960      | ф  | Діалог кармеліток                          | Le dialogue des Carmélites           | комісар Республіки                                  |
| 1960      | тф | Розбагатілий селянин                       | Le paysan parvenu                    | Ла Валлі                                            |
| 1960      | ф  | Кандид або оптимізм                        | Candide ou l'optimisme au XXe siècle | Панглосс                                            |
| 1961      | ф  | Усе світло на вбивцю                       | Pleins feux sur l'assassin           | граф Ерве де Керлюген                               |
| 1961      | ф  | Хай живе Генріх IV, да здравствует любовь! | Vive Henri IV... vive l'amour!       | констебль Монтгомері                                |
| 1961      | ф  | Справа Ніни Б.                             | L'affaire Nina B.                    | Беррера                                             |
| 1961      | ф  | Знамениті любовні історії                  | Amours célèbres                      | Великий князь Ернест (епізод «Аньєс Бернауер»)      |
| 1962      | ф  | Зустрічі                                   | Rencontres                           | Карл Краснер                                        |
| 1962      | ф  | Човен Еміля                                | Le bateau d'Émile                    | Франсуа Лармонтьєль                                 |
| 1962      | ф  | Рано вранці                                | Les petits matins                    | Ахілл Піперма                                       |
| 1962      | ф  | Злочин не вигідний                         | Le crime ne paie pas                 | Мартен Фенеру (епізод «Справа Фенеру»)              |
| 1963      | ф  | Мерзотні звичаї                            | L'abominable homme des douanes       | російський кілер                                    |
| 1963      | ф  | Вагомі докази                              | Les Bonnes causes                    | Чарльз Кассіді                                      |
| 1963      | ф  | Кубушка Жозефі                             | Le magot de Josefa                   | майор                                               |
| 1963      | ф  | У будь-який з вечорів...                   | Un soir... par hasard                | Чарльз                                              |
| 1964      | ф  | Ліола                                      | Liolà                                | Симон Паламбо                                       |
| 1964      | ф  | Щасливчик Джо                              | Lucky Jo                             | комісар Людеак                                      |
| 1964      | ф  | Піщинка                                    | Le grain de sable                    | Жорж Ріхтер                                         |
| 1965      | ф  | Чорний гумор                               | Umorismo in nero                     | цілитель — епізод 1 «La Bestiole»                   |
| 1965      | ф  | Немає ікри для тітоньки Ольги              | Pas de caviar pour tante Olga        | Паташ                                               |
| 1965      | ф  | Перетворення стоног                        | La métamorphose des cloportes        | Тонтон                                              |
| 1965      | ф  | Герцогське золото                          | L'or du duc                          | Адемар де Талуа-Міне                                |
| 1966—1986 | с  | У театрі сьогодні ввечері                  | Au théâtre ce soir                   | Флорісс                                             |
| 1966      | ф  | Дві годин на вбивство                      | Deux heures à tuer                   | Лорен                                               |
| 1966      | ф  | Життя багатіїв                             | La vie de château                    | Діманш                                              |
| 1966      | ф  | Новий світ                                 | Un monde nouveau                     | фотограф                                            |
| 1966      | ф  | Без паніки                                 | Pas de panique                       | Фернан Туссен                                       |
| 1966      | ф  | Чирвовий король                            | Le roi de coeur                      | генерал Жераньйом                                   |
| 1967      | ф  | Божевільний з лабораторії 4                | Le fou du labo IV                    | батько Баланшон                                     |
| 1967      | ф  | Фортуна                                    | Fortuna                              | Бозагльо                                            |
| 1968      | ф  | Непристойна жінка                          | La petite vertu                      | Жуль Полнік                                         |
| 1968      | ф  | Птахи летять помирати в Перу               | Les oiseaux vont mourir au Pérou     | Есбанд                                              |
| 1968      | ф  | Під знаком Монте-Крісто                    | Sous le signe de Monte-Cristo        | Фаріа                                               |
| 1968      | ф  | Гото, острів кохання                       | Goto, l'île d'amour                  | Гото                                                |
| 1969      | тф | Брати Карамазови                           | Les frères Karamazov                 | Федір                                               |
| 1970      | тф | Квітка                                     | La fleur                             |                                                     |
| 1971      | ф  | Повторний шлюб                             | Les mariés de l'an deux              | Жослен, торговець вином, батько Шарлотти            |
| 1971      | ф  | Вінегрет                                   | Macédoine                            |                                                     |
| 1972      | ф  | Найпрекрасніший вечір у моєму житті        | La più bella serata della mia vita   | адвокат Конте Ла Брунетьєр                          |

## Визнання
У 1966 році П'єр Брассер став кавалером ордена Почесного легіону. У 1967 році від був нагороджений командорським Орденом Мистецтв та літератури.
| Нагороди та номінації П'єра Брассера | Нагороди та номінації П'єра Брассера | Нагороди та номінації П'єра Брассера | Нагороди та номінації П'єра Брассера |
| Рік                                  | Категорія                            | Фільм                                | Результат                            |
| ------------------------------------ | ------------------------------------ | ------------------------------------ | ------------------------------------ |
| Премія BAFTA                         |                                      |                                      |                                      |
| 1958                                 | Найкращий іноземний актор            | Порт-де-Ліля                         | Номінація                            |